# Bondpion
Bondpion (Paeonia × festiva) är en hybrid i familjen pionväxter mellan bergpion (P. officinalis) och turkisk pion (P. peregrina). Den är en vanlig trädgårdsväxt i Sverige. Hybriden förväxlas ofta med bergpionen (P. officinalis).

## Sorter
Det finns ett flertal sorter i odling. Den vanligaste är den röda, fylldblommiga  'Rubra Plena'. Andra sorter är: 
- 'Alba Plena'
- 'China Rose'
- 'Mutabilis Plena'
- 'Rosea Plena'
- 'Rosea Superba'
- 'Rosea Superba Plena'